# Michael Jonas
„Michael Jonas” este un personaj secundar din serialul TV USS Voyager din franciza Star Trek. 
Este interpretat de Raphael Sbarge.
Membru al echipajului Maquis care se alătură celor de pe nava USS Voyager în 2371. El se dovedește a fi un colaborator al trădătoarei Seska, fiind sursa unor scurgeri de informații către kazoni.